# لين شاين
لين شاي (بالإنجليزية: Lin Shaye)‏ هي ممثلة أمريكية، ولدت في 12 أكتوبر 1943 بديترويت في الولايات المتحدة.

## أعمال

### أفلام
- (1984) كابوس شارع إيلم[7]
- (1985) ملايين بروستر
- (1986) المخلوقات
- (1988) المخلوقات 2
- (1994) الغبي والأغبى[8]
- (1998) هناك شيء ما عن ماري[9]
- (2000) أنا - نفسي وآيرين[10]
- (2003)  عندما التقى هاري بلويد[11]
- (2004) هاتف خلوي[12]
- (2005) مجانين 2001
- (2006) أفاعي في طائرة[13]
- (2009) ماي سيستر كيبر[14][15][16]
- (2010) غدار[17]
- (2012) المهرجون الثلاثة[18]
- (2013)  الفصل الثاني[19]
- (2014) الإشارة[20]
- (2014) ويجا[21][22]
- (2015)  الفصل الثالث[23][24]
- (2016) قلب باستور المريض
- (2016) ويجا 2[25]
- (2018)  المفتاح الأخير

### مسلسلات
- اسمي إيرل

## وصلات خارجية
- لين شاين على موقع IMDb (الإنجليزية)
- لين شاين على موقع ألو سيني (الفرنسية)
- لين شاين على موقع أول موفي (الإنجليزية)
- لين شاين على موقع قاعدة بيانات الأفلام السويدية (السويدية)
- لين شاين على موقع ديسكوغز (الإنجليزية)
- لين شاين على موقع قاعدة بيانات الفيلم (الإنجليزية)
- لين شاين على موقع كينوبويسك (الروسية)